# Sascha von Donat
Sascha von Donat (* 25. November 1969 in Bonn) ist ein deutscher Schauspiel- und Opernregisseur und Künstlerischer Leiter.

## Leben
Nach Abschluss des Studiums der Rechtswissenschaften arbeitete Sascha von Donat drei Jahre als persönlicher Referent von Gerard Mortier für die Salzburger Festspiele, anschließend assistierte er u. a. den Regisseuren Robert Wilson, Hellmuth Matiasek und Wolfram Mehring.
Seit 2002 arbeitet Sascha von Donat als Schauspiel- und Opernregisseur. Außerdem arbeitet er regelmäßig für den WDR-Hörspielbereich. Er war drei Jahre Spielleiter der Jungen Kammeroper Köln, bevor er 2007 die Opernwerkstatt am Rhein gründete.

## Inszenierungen
- Das Konzert mit dem Elefanten mit dem WDR Rundfunkorchester und Anke Engelke
- Tannenbaum mit dem WDR Rundfunkorchester und Rufus Beck
- Peer Gynt mit dem WDR Sinfonieorchester Lilipuz Familienkonzert, WDR Köln
- 20 Emotionen, Opernwerkstatt am Rhein
- Carmen – neu arrangiert für Flamenco-Gitarre und Zigeunerorchester, Opernwerkstatt am Rhein
- Schlaflos in Düsseldorf (Musicalrevue) im Capitol Theater Düsseldorf
- Das Herz eines Boxers und L’histoire du soldat an den Bühnen der Stadt Bielefeld
- Die Unterrichtsstunde bei den Bad Hersfelder Festspielen
- Brisante Erinnerung am Alten Schauspielhaus Stuttgart.
- Die Kleine Zauberflöte (nach W.A. Mozart) an der Jungen Kammeroper Köln
- Così fan tutte und Orpheus in der Unterwelt an der Jungen Kammeroper Köln
- 3 Diven, Opernwerkstatt am Rhein
- Die Kleine Zauberflöte, Opernwerkstatt am Rhein
- Hoffmännchen, Opernwerkstatt am Rhein

## Werke
- Die Kleine Zauberflöte, Kinderoper
- 3 Diven, musikalisches Kabarett
- Hoffmännchen, Kinderoper
- Billie Holiday Story, musikalische Biografie
- Reineke Fuchs, Fabel in zwölf Gesängen nach Johann Wolfgang von Goethe, Musik: Ulrike Haage

## Veröffentlichungen
- Offenbach: Hoffmanns Erzählungen für Kinder.  Mit Hermann Bedke, Annette Hörle, Kerstin Pohle, Solgerd Isalv, Benjamin Hewat-Craw, Frederik Schauhoff, Diana Petrova, Elena Puszta, Ursula Wüsthof (Sprechrolle). Harfe: Marie Junke, Piano und musikalische Leitung: Yuhao Gao, Regie: Sascha von Donat. (Opernwerkstatt am Rhein, 2021)